# 土橋安騎夫
土橋 安騎夫（どばし あきお、1960年9月19日 - ）は、日本の音楽プロデューサー、作曲家、編曲家、キーボーディスト。ロックバンドであるレベッカのメンバー。
東京都三鷹市出身。血液型AB型。立教大学卒業。父親は脚本家の土橋成男。母親は障害児早期教育者の土橋とも子。

## 来歴
- 1983年、レベッカに加入し、翌1984年にデビュー。
- 1985年、リーダーの木暮武彦が脱退。後任のリーダーとなり、「フレンズ」など以後のほとんどの作品を作曲。またグラスバレー・聖飢魔IIなどのサウンド・プロデュースを手がける。
- 1990年、ソロ・アルバム『FOX』で元ルネッサンスのアニー・ハズラムと共演。
- 1991年、レベッカ解散。
- 1992年、ECHOESの伊藤浩樹と「THE REBELS（レブルズ）」を結成しアルバム『VOLUME ONE』をリリース。TM NETWORKの宇都宮隆のソロ・プロジェクト「T.UTU with The Band」にバンドマスターとして参加。
- 2000年、レベッカ再結成。RIZCO（黒沢律子）と高橋教之の3人で「R.P.R（Roll Playing Rock）」を結成。
- 2002年、Crude Reality名義でDJ活動を開始。
- 2005年、宇都宮隆のソロ・プロジェクト「U_WAVE（ユー・ウェイヴ）」に参加。
- 2009年、元レベッカの高橋教之・小田原豊・是永巧一・中島オバヲの5人で「FIVE JAM」を結成。

## ディスコグラフィ

### 土橋安騎夫名義

#### シングル
|     | 発売日         | タイトル          | 形態  | 規格品番   | レーベル             | 最高位 |
| --- | -------------- | ----------------- | ----- | ---------- | -------------------- | ------ |
| 1st | 1990年11月21日 | LOST IN LOVE      | 8cmCD | VJDP-140   | ヴァージン・ジャパン |        |
| 2nd | 1991年3月21日  | DIVING FOR PEARLS | 8cmCD | VJDP-10148 | ヴァージン・ジャパン |        |
| 3rd | 1996年9月25日  | ONE WAY LOVE      | 8cmCD | PIDL-1199  | パイオニアLDC        |        |

#### オリジナル・アルバム
|     | 発売日         | タイトル             | 形態 | 規格品番   | レーベル             | 最高位 |
| --- | -------------- | -------------------- | ---- | ---------- | -------------------- | ------ |
| 1st | 1987年6月21日  | CHRONICLES           | LP   | 15AH-2198  | CBS・ソニー/FITZBEAT |        |
| 1st | 1987年6月21日  | CHRONICLES           | CD   | 28DH-687   | CBS・ソニー/FITZBEAT |        |
| 2nd | 1990年11月21日 | FOX                  | CD   | VJCP-58    | ヴァージン・ジャパン |        |
| 2nd | 1994年12月16日 | FOX                  | CD   | APCY-8210  | アポロン             |        |
| 2nd | 2007年4月25日  | FOX                  | CD   | IECL-10001 | WHD Entertainment    |        |
| 3rd | 1997年7月23日  | Moon Dog             | CD   | PICL-1146  | パイオニアLDC        |        |
| 4th | 2012年1月25日  | THE BEST OF ALL TIME | CD   | XQGK-1005  | starfish RECORDINGS  |        |

#### コンピレーション・アルバム
|     | 発売日        | タイトル              | 形態          | 規格品番   | レーベル                   | 最高位 |
| --- | ------------- | --------------------- | ------------- | ---------- | -------------------------- | ------ |
| 1st | 2018年2月28日 | CHRONICLES/VOLUME ONE | Blu-spec CD 2 | MHCL-30496 | Sony Music Direct/GT Music |        |

### Crude Reality名義
- stay or leave（シングル、2002年）
- Octagon Planet（シングル、2003年）
- Exterior World（2005年）

## 楽曲提供

### あ行
- アン・ルイス
  - 「夜に傷ついて」（編曲）
- 穴井夕子
  - 「Hallelujah!」（作曲・編曲）
  - 「Fake a mind」（編曲）
  - 「promises」（作曲・編曲）
  - 「星座の下で」（作曲・編曲）
  - 「LEGACY～君の愛を抱いて～」（作曲・編曲）
  - 「NATURALLY」（作曲・編曲）
- 石井ゆき
  - 「Bye-by Cry」（作曲）
- ISSA
  - 「GET BACK MY SOUL」（作曲・編曲）
- 内田有紀
  - 「Glowing days」（作曲・編曲）
- 宇都宮隆
  - 「Trouble In Heaven」（編曲）
  - 「1994」（作曲・編曲）
  - 「ゼロよりも少ない始まり」（編曲）
  - 「True」（作曲・編曲）
  - 「Tear Drops」（編曲）
  - 「Rocket Girl」（編曲）
  - 「Cool Jam, Cool Mode」（編曲）

### か行
- 葛城哲哉
  - 「STRANGER」（作曲・編曲）
- KIX-S
  - 「FLOWER & FLOWER 〜はなとはな〜」（編曲）
  - 「幻影 〜a vision〜」（編曲）
  - 「I Will…」（編曲）
- Kei-Tee
  - 「INNOCENT HEART」
- 近藤真彦
  - 「TRUTH」（作曲・編曲）

### さ行
- 酒井法子
  - 「あなたに天使が見える時」（作曲・編曲）
  - 「モンタージュ」（作曲・編曲）
- savage genius
  - 「絆」（編曲）
- さんみゅ〜
  - 「雨のバースデイ」（作曲・編曲）
- JURIAN BEAT CRISIS
  - 「ソーダ味のKiss」（作曲）
- 聖飢魔II
  - 「WINNER!」（編曲）

### た行
- チェキッ娘
  - 「抱きしめて」（編曲）
  - 「海へ行こう〜Love Beach Love〜」（作曲）

### な行
- 南里侑香
  - 「snow wind」（作曲・編曲）
- 仲村知夏
  - 「PERIOD」（作曲・編曲）

### は行
- Vivian or Kazuma
  - 「moment」（作曲・編曲）
  - 「Darling♥Honey」（作曲・編曲）
  - 「星に願いを」（編曲）

### ま行
- 松田聖子
  - 「Strawberry Time」（作曲）

## プロデュース
- Ai+BAND
  - 「RASPBERRY DREAM」
- 穴井夕子
  - 『BAD/but ENOUGH』
- アン・ルイス
  - 『K-ROCK』
- GRASS VALLEY
  - 『HAPPINESS』
  - 『at GRASS VALLEY』
- 聖飢魔II
  - 『THE OUTER MISSION』

## 参加作品
- 木根尚登
  - 「レイニーブルースが聞こえる」
- モーニング娘。
  - 「浪漫 〜MY DEAR BOY〜」

## 映像音楽

### アニメ作品
- ウエルベールの物語 〜Sisters of Wellber〜（2007年）[2]
- 夜桜四重奏 〜ヨザクラカルテット〜（2008年）[3]
- ダンス イン ザ ヴァンパイアバンド（2010年）[4]
- WAVE!!〜サーフィンやっぺ!!〜（2021年）[5]
- MFゴースト（2023年）

### 劇場アニメ作品
- 新劇場版 頭文字D Legend1-覚醒-（2014年）
- 新劇場版 頭文字D Legend2-闘走-（2015年）
- 新劇場版 頭文字D Legend3-夢現-（2016年）
- WAVE!!〜サーフィンやっぺ!!〜（2020年）[6]

## 出演

### ラジオ
- 15はドキドキ ピンクコング'88（1988年 - 1989年、文化放送）
- のざP&りえのLive Dog!（2011年10月23日、超!A&G+）
- MIDNIGHT ROCK CITY+R（2013年11月1日、NACK5）